# August Clüsserath
August Clüsserath (* 1899 in Fenne; † 20. März 1966 in Saarbrücken) war ein deutscher Maler und Grafiker.

## Leben
Clüsserath besuchte von 1905 bis 1909 die Volksschule in Fenne und dann von 1909 bis 1917 das Ludwigsgymnasium in Saarbrücken, wo er sein Abitur ablegte. Von 1917 bis 1918 war er im Ersten Weltkrieg im Vaterländischen Hilfsdienst im Einsatz. Nach dem Ende des Kriegs studierte er von 1919 bis 1926 Architektur und ist Schüler am Konservatorium Krome. Von 1926 bis 1932 studierte er dann an der Staatlichen Schule für Kunst und Handwerk in Saarbrücken u. a. bei Fritz Grewenig und Christoph Voll und war Meisterschüler von Oskar Trepte. Anschließend arbeitete er als freier Künstler. 1937 wurde in der Nazi-Aktion „Entartete Kunst“ aus dem Staatlichen Museum Saarbrücken Clüsseraths Aquarell Liegende Frau und eine Halbakt-Zeichnung beschlagnahmt und vernichtet.
1940 ging Clüsserath nach Berlin und war Techniker beim Norddeutschen Hoch- und Tiefbau. Ab 1945 lebte er als freier Künstler in Demmin, wo er an der Volkshochschule unterrichtete und im Kulturausschusses des Landes Mecklenburg mitwirkte. Das Angebot einer Stelle als Referent für Bildende Kunst im Ministerium lehnte er wegen drohender politischer Indoktrination ab und kehrte 1949 in das Saarland zurück. Dort wurde er Mitbegründer der Kunstbewegung „Neuen Sezession“. 1957 wurde der Künstler Geschäftsführer und Vorsitzender der neuen gruppe saar. Von der lokalen Presse wurde seinem Werk überwiegend mit Häme und Unverständnis begegnet. Da er so gut wie keine Werke verkaufen konnte, entschied sich der resignierte Künstler für eine Anstellung als Kunsterzieher, die er von 1956 bis 1964 an den beiden Völklinger Gymnasien ausübte.

## Ehrungen
Im Jahr 2010 benannte die Stadt Völklingen eine Straße nach Clüsserath. 2020 eröffnet das Zentrum August Clüsserath in Dillingen.

## Ausstellungen (Auswahl)
- 1932: Große Berliner Kunstausstellung
- 1947: Mecklenburgische Landschaften, Mecklenburgische Künstler. Landesmuseum Schwerin
- 1949: Landesmuseum Saarbrücken
- 1951: Galerie Saint Placide, Paris
- 1956: Exposition Groupe de Peintres Rhenans et Sarrois, Galerie Academia Raymond Duncan, Paris
- 1959: Galerie Senatore, Stuttgart
- 1969: Malerei, Skulptur, Graphik aus dem Saarland, Pfalzgalerie, Kaiserslautern
- 1977: neue gruppe saar, Saarlandmuseum, Saarbrücken
- 1982: 60 Jahre Saarländischer Künstlerbund. Geschichte und Gegenwart 1922-1982, Saarlandmuseum, Saarbrücken
- 1990: August Clüsserath. Retrospektive; Malerei und Arbeiten auf Papier von 1928–1966, Stadtgalerie, Saarbrücken
- 1999: August Clüsserath. Das graphische Werk 1960 - 1966. Saarländisches Künstlerhaus, Saarbrücken
- 2006: Kunstverein Dillingen, Altes Schloss
- 2011: Arbeiten auf Papier, Union Stiftung Saarbrücken
- 2020: Zentrum August Clüsserath, Dillingen